# Tomopterna marmorata
Tomopterna marmorata (tên tiếng Anh: Marbled Sand Frog) là một loài ếch thuộc họ Ranidae.
Loài này có ở Botswana, Kenya, Malawi, Mozambique, Nam Phi, Zambia, Zimbabwe, có thể cả Namibia, có thể cả Swaziland, và có thể cả Tanzania.
Môi trường sống tự nhiên của chúng là xavan khô, xavan ẩm, vùng cây bụi khô khu vực nhiệt đới hoặc cận nhiệt đới, vùng cây bụi ẩm khu vực nhiệt đới hoặc cận nhiệt đới, sông ngòi, sông có nước theo mùa, hồ nước ngọt có nước theo mùa, đầm nước ngọt, đầm nước ngọt có nước theo mùa, đất canh tác, vùng đồng cỏ, khu vực trữ nước, và ao.